# 사랑하는 자식들아
"사랑하는 자식들아"는 1984년에 개봉한 대한민국의 영화이다.

## 캐스팅
- 김수양 : 수양 역
- 김수용 : 수용 역
- 김영애 : 유경 역
- 전무송 : 학수 역
- 문태선
- 문미봉
- 김하림
- 김숙경
- 이영호
- 이숙희
- 안진수
- 이정애
- 남포동
- 홍윤정
- 이예성
- 최명희
- 정영국
- 성명순
- 박용팔
- 권일정
- 최성관
- 김신명
- 사원배
- 박애숙
- 백만규
- 유경애
- 신경환
- 석인수